# 吳樹德
吳樹德，陝西省漢中府城固縣人，清朝政治人物、同進士出身。

## 生平
光緒六年（1880年），参加庚辰科殿試，登進士三甲第51名。同年五月，著交吏部掣签，分发各省以知县即用。